# Anochetus rectangularis
Anochetus rectangularis är en myrart som beskrevs av Mayr 1876. Anochetus rectangularis ingår i släktet Anochetus och familjen myror. Inga underarter finns listade i Catalogue of Life.

## Bildgalleri

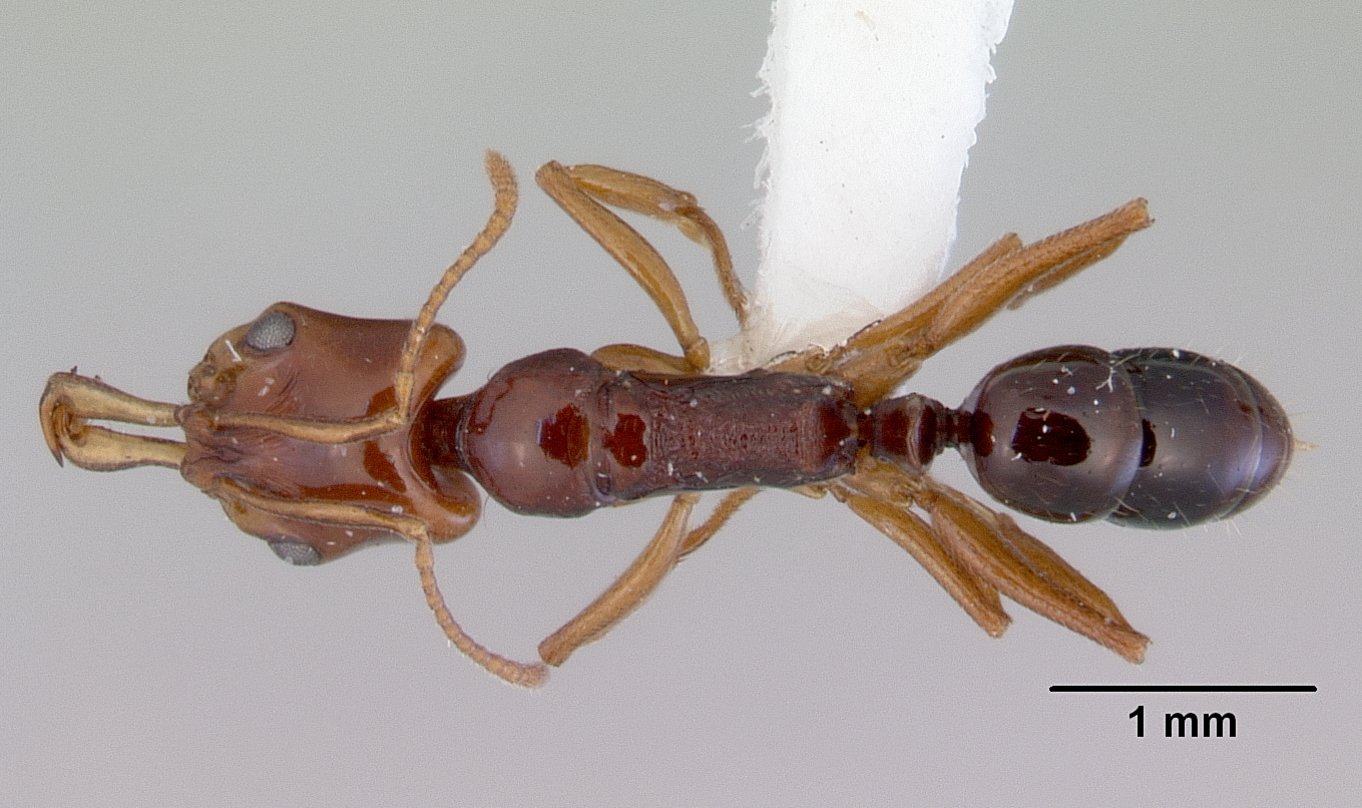
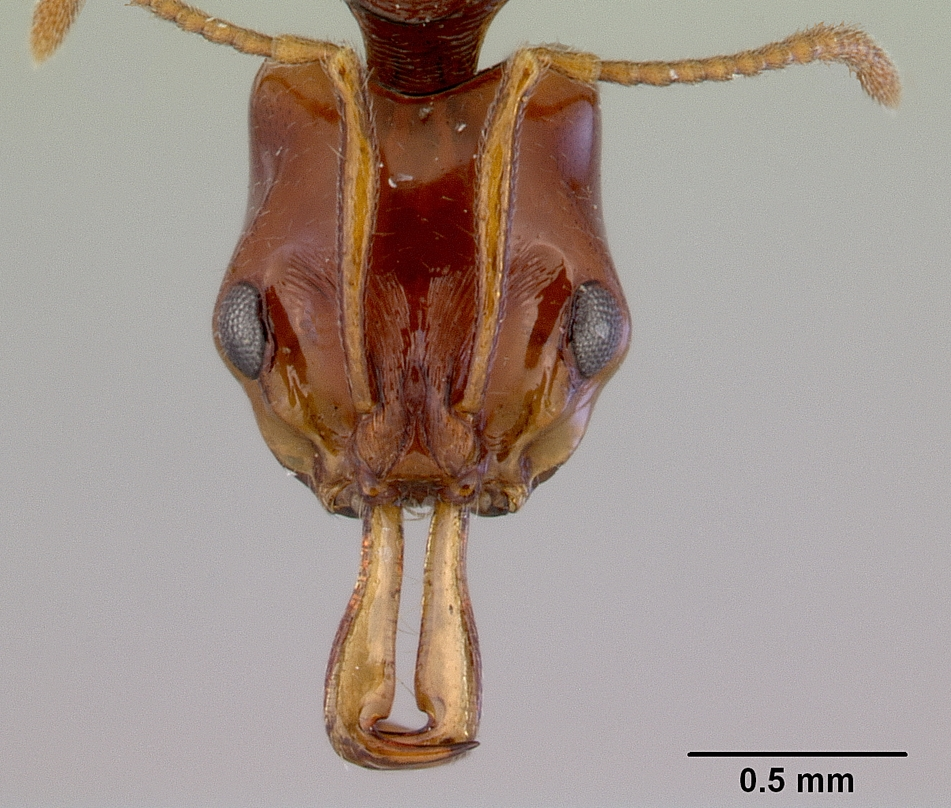
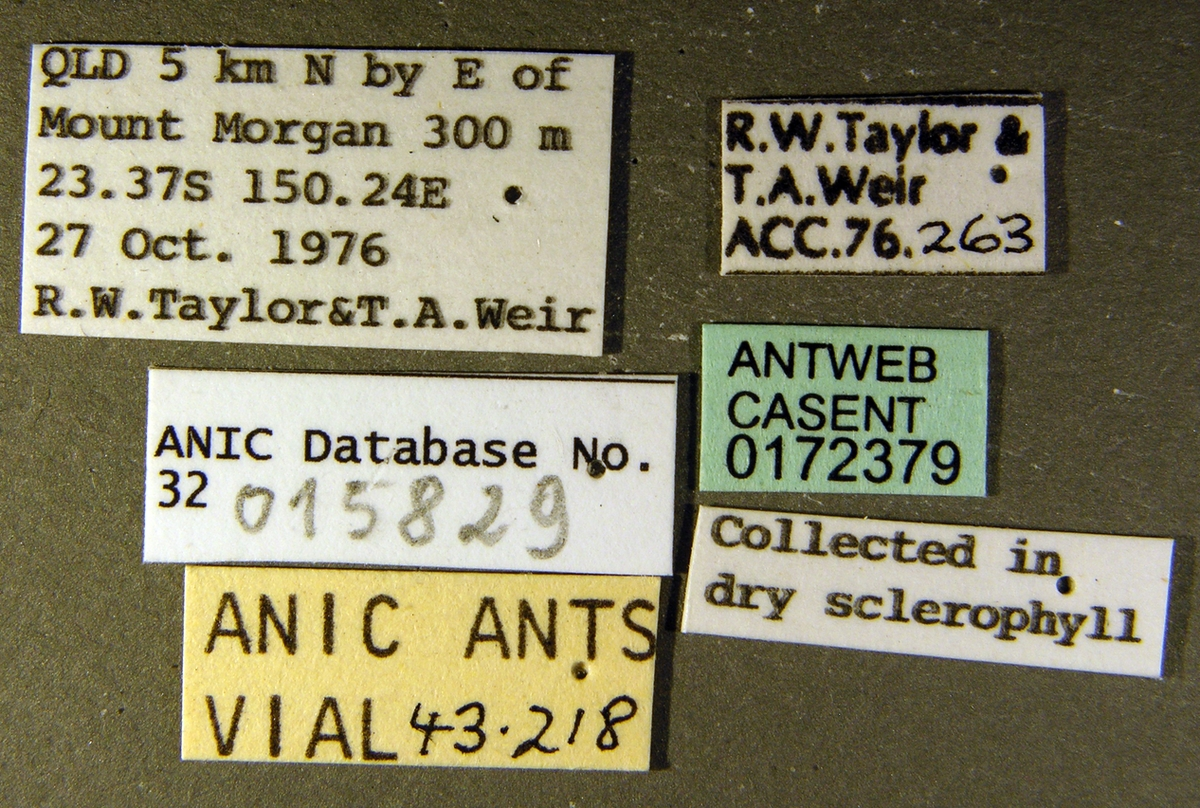
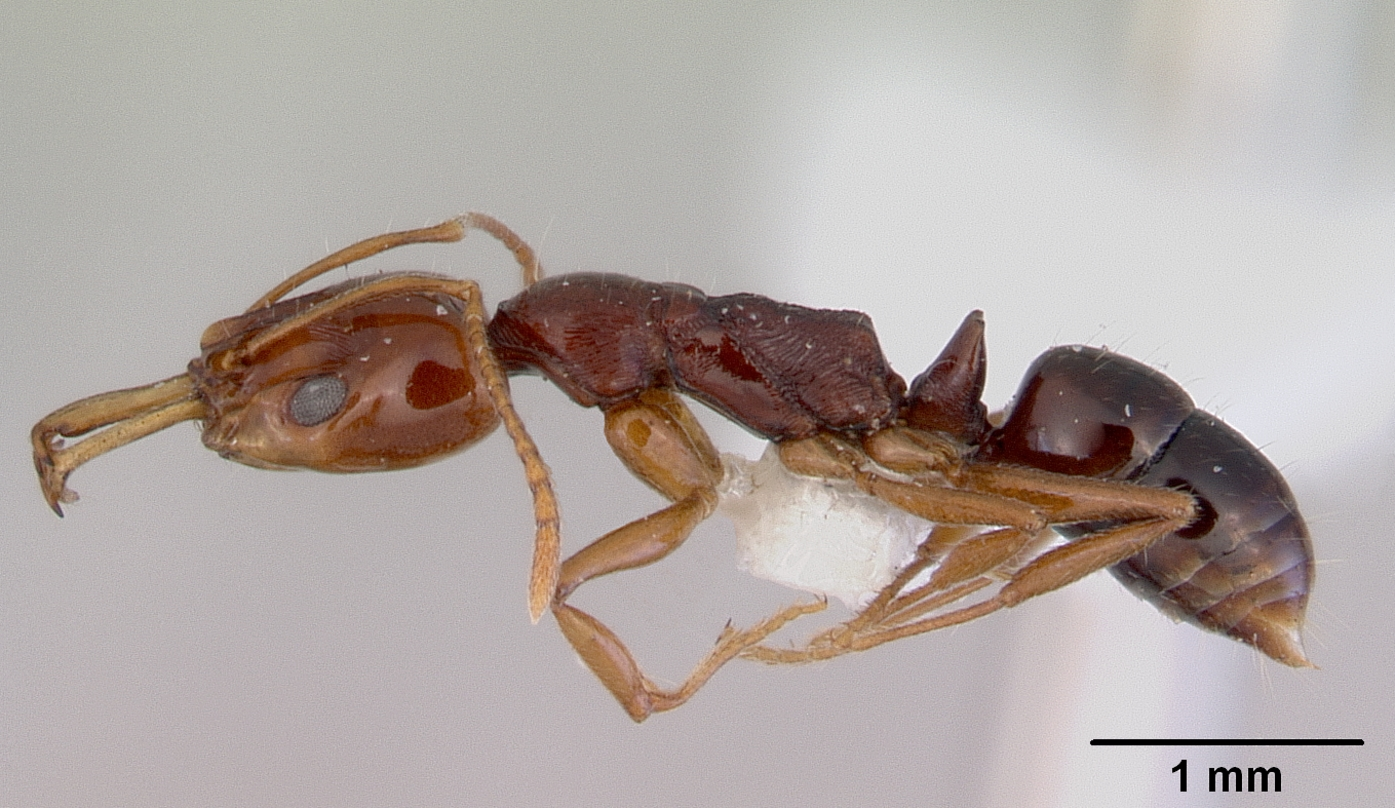